# Salsola aucheri
Salsola aucheri är en amarantväxtart som först beskrevs av Horace Bénédict Alfred Moquin-Tandon, och fick sitt nu gällande namn av Aleksandr Andrejevitj Bunge och Modest Mikhaĭlovich Iljin. Salsola aucheri ingår i släktet sodaörter, och familjen amarantväxter. Inga underarter finns listade i Catalogue of Life.